# 0 Avenue

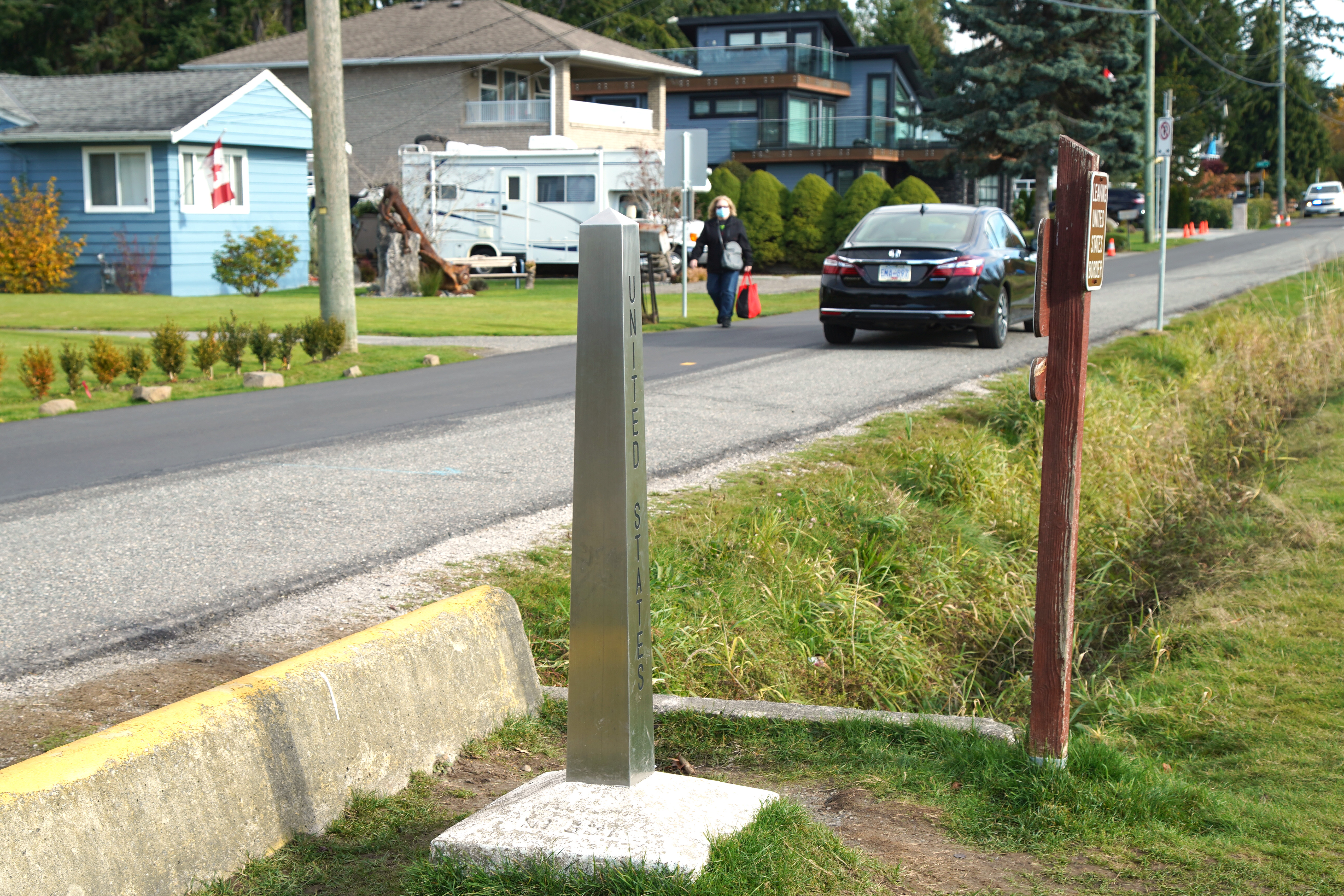
Borne frontière américaine sur l’accotement de la voie.

0 Avenue est une voie située au Canada, le long de la frontière canado-américaine,,, précisément entre les villes de Surrey et Abbotsford en Colombie-Britannique.

## Description
La route commence près du poste frontière de Peace Arch à Surrey et continue vers l'est sur 28,9 kilomètres (18,0 mi), avec des sections manquantes près des postes-frontières de Pacific Highway et Lynden-Aldergrove. Du côté américain, la Boundary Road longe la 0 Avenue sur 1,5 kilomètre, puis à nouveau sur 1 kilomètre vers l'ouest, avec de nombreuses caméras surveillant la frontière, avant que la route américaine ne se termine au poste-frontière de Lynden-Aldergrove. La 0 Avenue continue vers l'ouest le long de la frontière nord du Peace Arch Historical State Park jusqu'à Peace Arch Crossing. De petites passerelles piétonnes enjambent une tranchée sur la frontière. À l'extrémité est de la 0 Avenue, la route tourne vers le nord.
Cette route est un refuge pour les contrebandiers, même si les contrôles frontaliers ont été renforcés depuis les attentats du 11 septembre 2001. Le premier tunnel de drogue connu le long de la frontière canado-américaine a été découvert à l'est du passage Lynden-Aldergrove en 2005. Certains demandeurs d'asile ont également tenté de passer au Canada depuis les États-Unis en empruntant la 0 Avenue.
Pendant la pandémie de Covid-19, les restrictions sur les voyages transfrontaliers ont fait de la 0 Avenue un lieu de rencontre pour plusieurs couples transfrontaliers. Une fois les restrictions levées, certains de ces couples se sont mariés au Peace Arch Park, un parc transnational situé entre Blaine et Surrey,.

## Culture populaire
Zero Avenue, une série télévisée de la CBC sur la culture populaire diffusée de 1994 à 1997, tire son titre de cette route.